# Catherine Hobbs
Pour les articles homonymes, voir Hobbs.
Catherine Ann Hobbs (née en 1968) est une mathématicienne britannique, professeure à l'université de l'Ouest de l'Angleterre, à Bristol. Ses recherches portent sur les applications de la théorie des singularités aux sciences physiques.   

## Biographie
Catherine Hobbs naît à Bristol. Elle fréquente l'école Queen Elizabeth à Crediton, dans le Devon. Son père David Hobbs enseigne les mathématiques et est l'auteur de manuels scolaires dans cette discipline dans le cadre du School Mathematics Project (en). Sa mère, Rosalind Hobbs, est professeure d'école primaire. 
Elle fréquente de 1986 à 1989 l'université de Warwick où elle obtient son diplôme, puis elle prépare un doctorat à l'université de Liverpool sous la direction de Chris Gibson sur les applications de la théorie des singularités en robotique, avec une thèse intitulée « On Kinematic Singularities of Low Dimension » qu'elle soutient en 1993,.

## Activités professionnelles et institutionnelles
Son premier poste universitaire est celui d'enseignante à l'université de Nottingham, de 1992 à 1994. À partir de 1994, elle travaille à l'Oxford Brookes University, d'abord en tant qu'assistante, puis elle est nommée maître de conférences en 1997. Elle fait un séjour de recherche à l'université d'Auckland en 2001, puis elle est nommée chef du Département des sciences mathématiques à partir de 2004, et doyenne associée pour la recherche et l'échange de connaissances en 2007. En 2010, elle rejoint l'université de l'Ouest de l'Angleterre à Bristol, en tant que professeure et chef du Département de conception technique et de mathématiques. Elle est nommée doyenne associée pour la recherche à la faculté de l'environnement et de la technologie de cette université.  
De 2014 à 2017, Hobbs est présidente du comité des chefs de département des sciences mathématiques du Royaume-Uni (HoDoMS).  
Depuis 2017, Hobbs est vice-présidente de la London Mathematical Society .  

## Recherche
Ses intérêts de recherche portent sur les applications des mathématiques pures aux sciences physiques. Elle a travaillé dans les applications de la géométrie à la robotique, le calcul numérique d'intégrales hautement oscillatoires et les systèmes dynamiques. 
Elle s'intéresse particulièrement à la politique scientifique, notamment en ce qui concerne l'encouragement et le soutien des femmes dans les domaines des STEM (en),,,,. Elle développe des programmes de mentorat, organisé des activités de sensibilisation et organisé des conférences et des conférences pour fournir des exemples de modèles aux jeunes femmes. À partir de 1994, elle est active au sein de l'organisation European Women in Mathematics, notamment en tant que rédactrice du bulletin d'information, éditrice de deux actes des conférences EWM et co-organisatrice de la conférence EWM 2007 à Cambridge, au Royaume-Uni.  
Elle est membre du groupe consultatif gouvernemental d'experts sur les femmes dans les STEM, 2009-2011, membre du comité directeur national de la campagne WISE (Women into Science and Engineering), 1997-2000 et membre du comité de la European Mathematical Society's Committee for Femmes en mathématiques, de 2004 à 2010. Elle est présidente fondatrice du comité Women in Mathematics de la London Mathematical Society en 1999 qui a reçu le premier prix Athena de la Royal Society pour la diversité dans les STEM en 2016,. 

### Publications
- avec Hinke Osinga, « Bifurcations of the global stable set of a planar endomorphism near a cusp singularity », International Journal of Bifurcation and Chaos in Applied Sciences and Engineering, 2008, 18 (8): 2207-2222.
- avec J.N L. Connor, « Theory and numerical evaluation of oddoid and evenoid integrals: oscillatory cuspoid integrals with odd and even polynomial phase functions », Journal of Computational and Applied Mathematics, 2007, 207: 192-213.
- avec J.N L. Connor, « Numerical Evaluation of Cuspoid and Bessoid Oscillating Integrals for Applications in Chemical Physics », Russian Journal of Physical Chemistry, 2004, 23 (2): 13-19.
- avec N.P. Kirk, « On the Classification and Bifurcation of Multigerms of Mappings from the Plane to Space », Mathematica Scandinavica, 2001, 89: 57-96.
- avec N.P. Kirk, J.N L. Connor & P.R. Curtis, « Theory of axially symmetric cusped focusing: numerical evaluation of a bessoid integral by an adaptive contour algorithm », Journal of Physics A: Mathematical and General, 2000, 33: 4797-4808.
- avec N.P. Kirk & J.N L. Connor, « An adaptive contour code for the numerical evaluation of the oscillatory cuspoid canonical integrals and their derivatives », Computational Physics Communications, 2000, 132: 142-165.
- avec L. Fainsilber (dir.), European Women in Mathematics, Actes de la huitième assemblée générale, ICTP, Trieste 12-17 décembre 1997, Hindawi Publishing Corporation, Singapour, 1999.
- avec C.G. Gibson & W. L. Marar , « On Versal Unfoldings of Singularities for General Two-dimensions Spatial Motionions », Acta Applicandae Mathematicae, 1997, 47: 221-242.
- avec C.G. Gibson, « Singularities of General Two-Dimensional Motions of the Plane », New Zealand Journal of Mathematics, 1996, 25: 141-163.
- avec C.G. Gibson, « Singularities of general one-dimensional Motions of the Plane and Space », Proceedings of the Royal Society of Edinburgh, 1995, 125A, 639-656.